# مرصد لويل
مرصد لويل هو مرصد فلكي في أريزونا ، الولايات المتحدة الأمريكية . أنشئ مرصد لويل في عام 1894 ، وهذا يضعة بين أقدم المراصد في الولايات المتحدة و عين معلما تاريخيا وطنيا في عام 1965 في عام 2011 ، تم تسميتة واحدٍ من «أهم 100 الأماكن في العالم» . و في مرصد لويل تم اكتشاف الكوكب القزم بلوتو في عام 1930 من قبل كلايد تومبو
يقوم المرصد حالياً بتشغيل أربعة تلسكوبات في محطة أندرسون ميسا التي تقع على بعد 20 كم جنوب شرق فلاغستاف
بما فيها تلسكوب بيركنز 180 سنتيمتر ( 72 بوصة ) ( في شراكة مع جامعة بوسطن ) و تلسكوب جون س هال 110 سم ( 42 بوصة )

## اكتشافات
من أشهر اكتشافات المرصد
- اكتشاف الكوكب القزم بلوتو في عام 1930 من قبل كلايد تومبو.[2][3]
- حلقات كوكب أورانوس عام 1977
- أكبر ثلاثة نجوم معروفة
- الغلاف الجوي لبلوتو
- الأوكسجين على قمر المشتري غانيميد
- أول أجرام طروادة نبتونية
- جليد ثاني أكسيد الكربون على ثلاثة أقمار أورانوس

## معرض صور

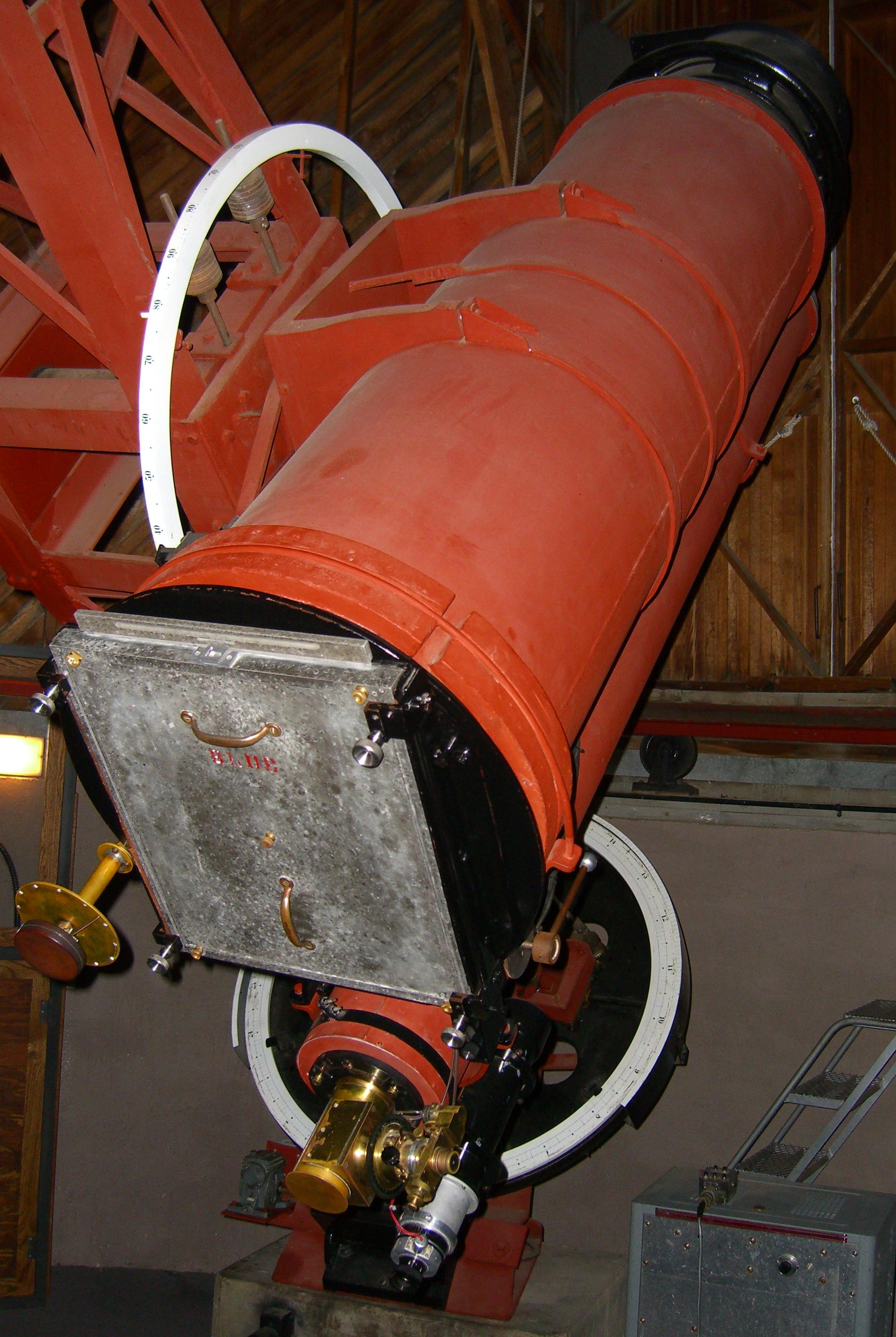
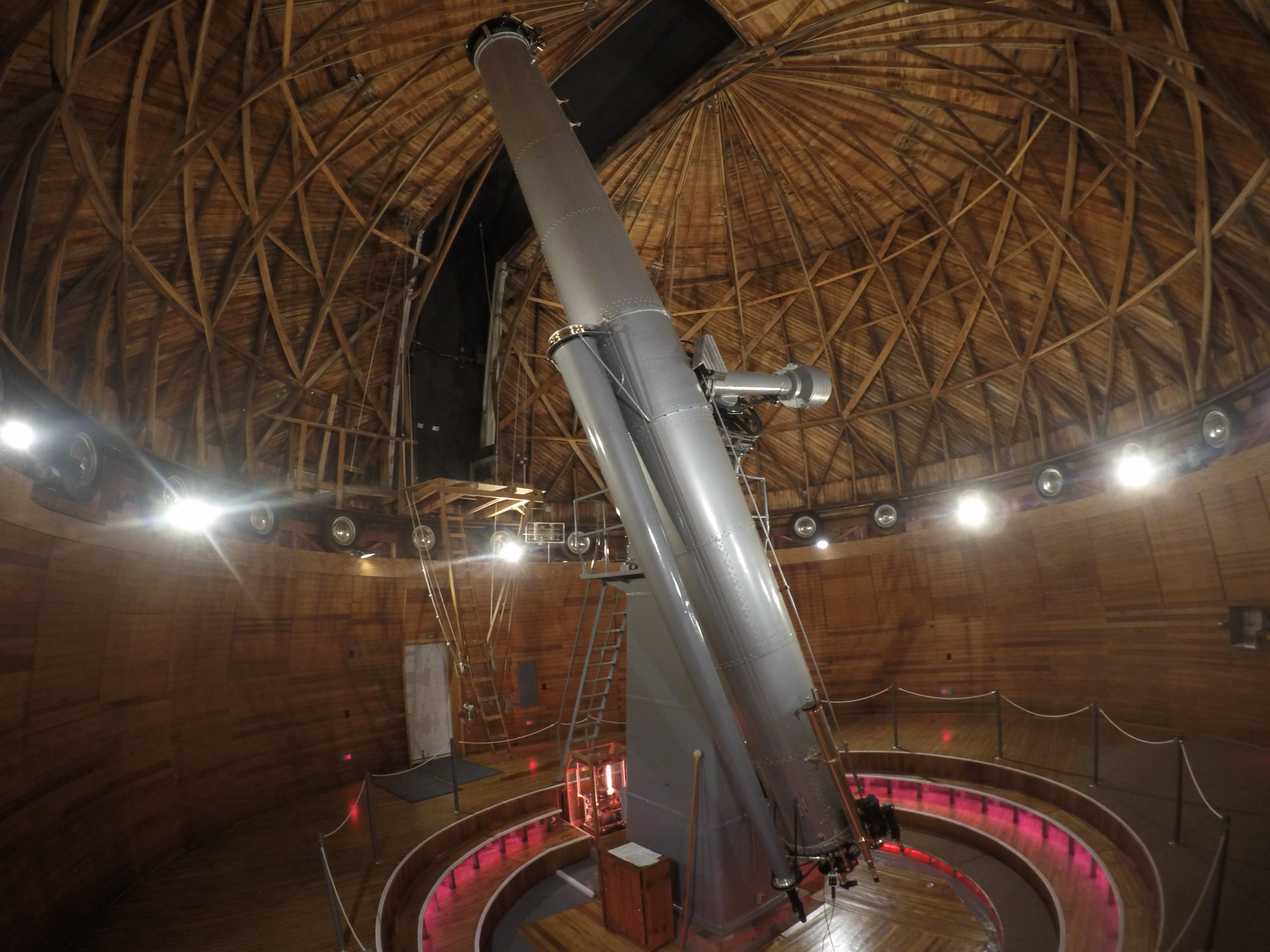
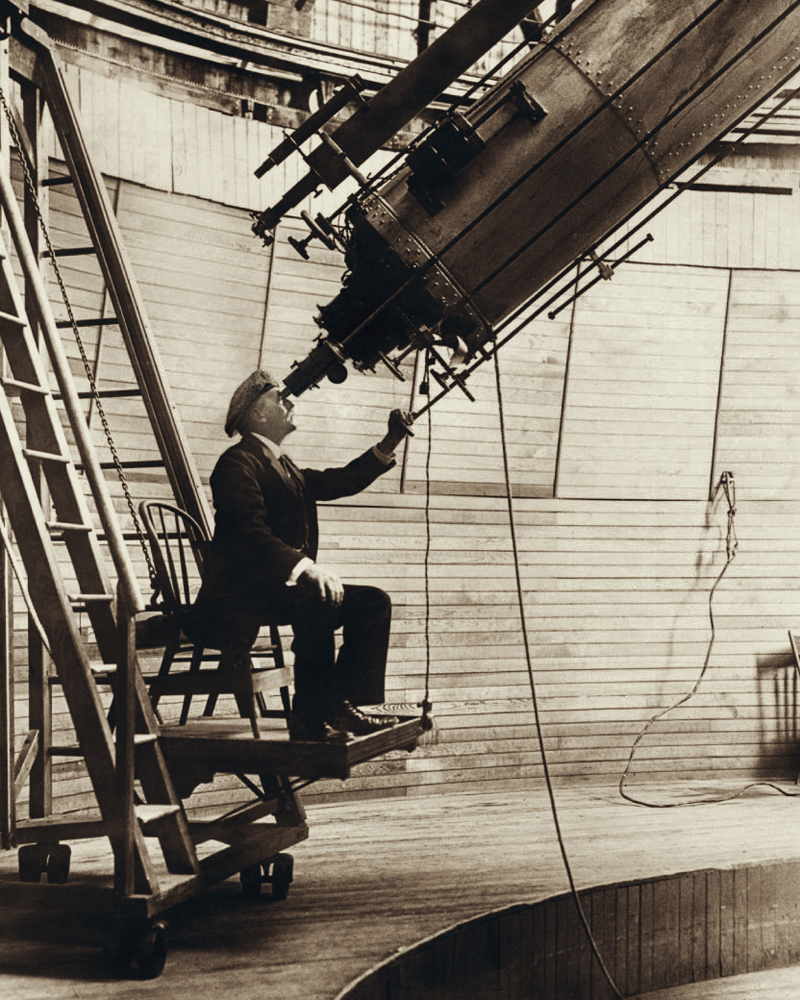